# 月待つ女
『月待つ女』（つきまつおんな）は、平安時代に成立したと見られる日本の物語。作者不詳。現存する写本は無く、逸書となっている。『風葉和歌集』には本作からの採録は見られない。
『枕草子』の「物語は」の段（日本古典文学大系第212段）で『住吉物語』（現存する写本は鎌倉時代以降の改作と見られる）や『うつほ物語』と共に名を挙げられている。また、歌人・祐子内親王家紀伊が家集『一宮紀伊集』に「月まつ女といふものがたりをみて」の詞書を添えて以下の歌を詠んでおり、満たされない悲恋の物語であったことが窺える。